# Färentuna socken
Färentuna socken i Uppland ingick i Färentuna härad och är sedan 1971 en del av Ekerö kommun, från 2016 inom Färingsö distrikt.
Socknens areal är 21,13 kvadratkilometer, varav 21,03 land.  År 1948 fanns här 883 invånare. Sockenkyrkan Färentuna kyrka ligger i socknen.  

## Administrativ historik
Färentuna socken omtalas första gången 1298 ('parochia Feringatunum'). Nuvarande kyrkans äldsta delar härstammar från 1100-talets slut.
Vid kommunreformen 1862 övergick socknens ansvar för de kyrkliga frågorna till Färentuna församling och för de borgerliga frågorna till Färentuna landskommun. Landskommunen uppgick 1952 i Färingsö landskommun som 1971 uppgick i Ekerö kommun. Församlingen uppgick 1992 i Färingsö församling.
1 januari 2016 inrättades distriktet Färingsö, med samma omfattning som Färingsö församling fick 1992, och vari detta sockenområde ingår.
Socknen har tillhört län, fögderier, tingslag och domsagor enligt vad som beskrivs i artikeln Färentuna härad. De indelta båtsmännen tillhörde Södra Roslags 2:a båtsmanskompani.

## Geografi
Färentuna socken ligger på nordvästra Färingsö (Svartsjölandet) och omfattar också ön Eldgarn i Brofjärden. Socknen har odlad slättbygd som inslag med skogbeväxta höjder.

## Fornlämningar
Från järnåldern finns gravfält. Tre runristningar har påträffats. En medeltida borgruin finns nordväst om Kungsberga.

## Namnet
Namnet (1302 Feringatunum) kommer från prästagården vars namn varit Tuna, 'inhägnad'. Förleden färingar är en inbyggarbeteckning bildat till far i betydelsen 'farled', syftande på att området i äldre tider bestod av flera öar där de viktiga farlederna till det inre av Mälaren gick.